# 구로사카역
구로사카역(일본어: 黒坂駅)은 일본 돗토리현 히노군 히노 정에 위치한 서일본 여객철도 하쿠비 선의 철도역이다. 상대식 승강장 2면 2선의 구조를 갖춘 지상역이다.

## 타는 곳
| 1 (역사 측) | ■ 하쿠비 선 | 상행 | 니미 · 오카야마 방면 |
| 2 (반대 측) | ■ 하쿠비 선 | 하행 | 요나고 방면          |

## 역 주변
- 구로사카 성터
- 국도 제180호선
- 국도 제183호선

## 역사
- 1922년 11월 10일 : 하쿠비 키타선이 네우 역으로부터 연신했던 때의 종착역으로서 개업.
- 1923년 11월 28일 : 하쿠비 키타선이 이 역으로부터 쇼야마 역까지 연신, 도중역으로 한다.
- 1928년 10월 25일 : 하쿠비 키타선이 하쿠비 선의 일부로 되어, 이 역도 그 소속역으로 한다.
- 1987년 4월 1일 : 일본국유철도 분할 민영화에 의해, 서일본 여객철도가 승계.
- 2007년 4월 1일 : 여기까지 행해졌던 창구 업무의 간이위탁이 해제되어, 무인화되었다.

## 인접 역
| 서일본 여객철도 하쿠비 선 | 서일본 여객철도 하쿠비 선 | 서일본 여객철도 하쿠비 선 |
| ------------------------- | ------------------------- | ------------------------- |
| 가미스게 오카야마 방면    | ■ 하쿠비 선               | 네우 호키다이센 방면      |